# Eratoneura mcateei
Eratoneura mcateei är en insektsart som beskrevs av Dmitry A. Dmitriev och Dietrich 2010. Eratoneura mcateei ingår i släktet Eratoneura och familjen dvärgstritar. Inga underarter finns listade i Catalogue of Life.